# Morek
Morek (en árabe: مورك‎, también conocido como Mork o Murak)  es un pueblo de Siria localizado en el subdistrito de Suran, en el distrito de Hama, Hama. Según la Oficina Central de Estadísticas (CBS), en 2004 Morek contaba con una población de 14.307 habitantes.